# La Sorcière (Michelet)
La sorcière (Die Hexe) ist ein Buch über die Geschichte des Hexenwesens des französischen Historikers und romantischen Schriftstellers Jules Michelet (1798–1874), der den Lehrstuhl für Geschichte am Collège de France innehatte. Es wurde erstmals 1862 veröffentlicht.

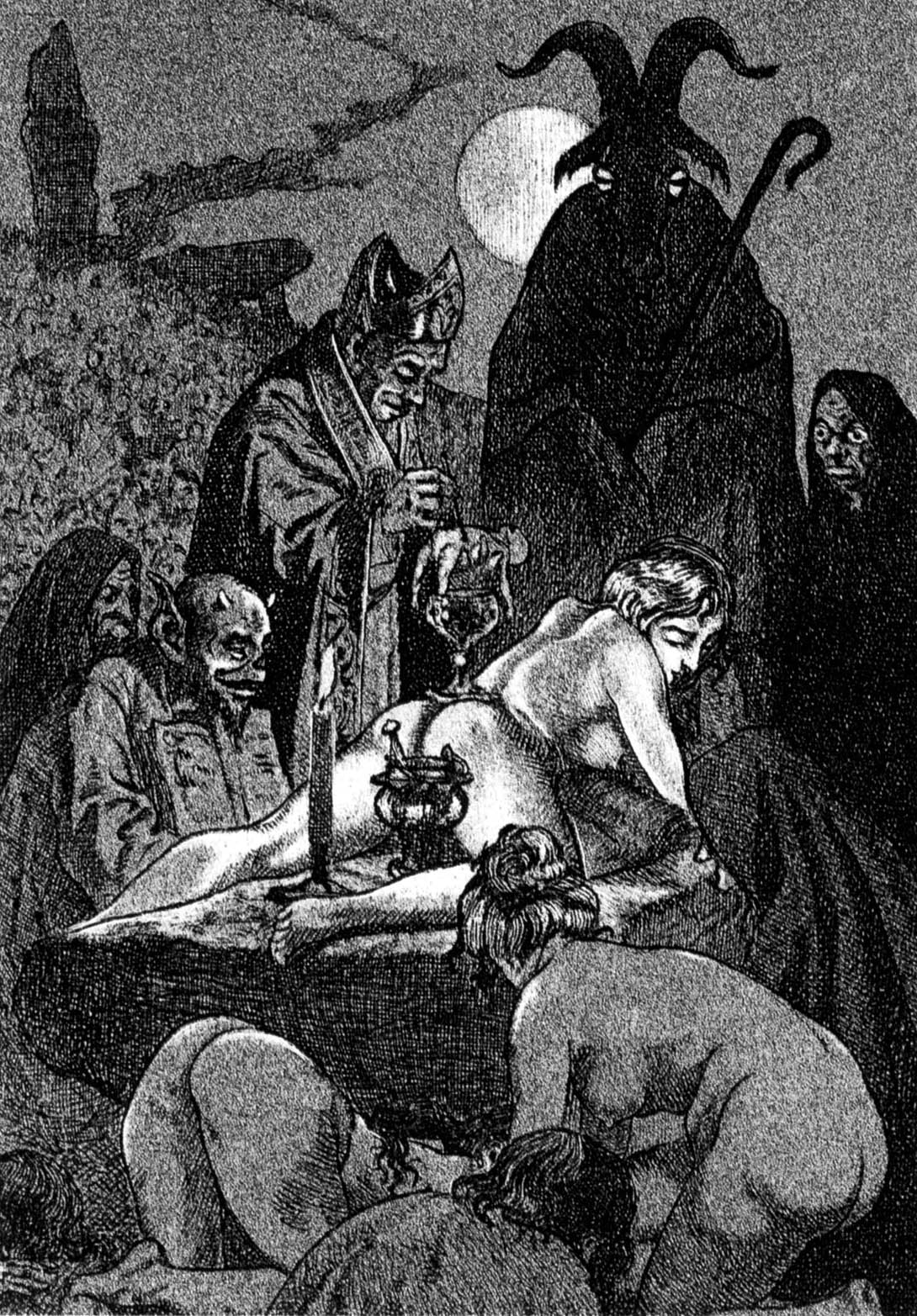
Illustration von Martin van Maële in der Ausgabe aus dem Jahr 1911 von La Sorcière

## Inhalt
Im ersten Teil liefert der Verfasser eine höchst romantische Nachbildung verschiedener Hexenleben. Der zweite Teil enthält eine Geschichte der Hexerei und der dämonischen Besessenheit. Michelet diskutiert mehrere Fälle, darunter Louis Gaufridi und die Ursulinerinnen von Aix-en-Provence, Urban Grandier und die Teufel von Loudun, Madeleine Bavent und die Besessenen von Louviers. Michelet argumentiert, dass die Ausübung der Hexerei eine Form der sozialen Rebellion gegen die feudale Unterdrückung und die römisch-katholische Kirche wäre. Er betrachtet die Zauberei als einen Aufstand der menschlichen Natur gegen die Schrecken und Unterdrückungen des Mittelalters. Die Teilnehmer der geheimen Religion träfen sich regelmäßig zum Hexensabbat und Schwarzen Messen. Michelets Bericht zeigt Mitleid mit dem Leiden der Bauern und Frauen im Mittelalter. Michelet formuliert am Ende des Buches:

„Tout l'objet de mon livre était de donner, non une histoire de la sorcellerie, mais une formule simple et forte de la vie de la sorcière, que mes savants devanciers obscurcissent par la science même et l'excès des détails. Ma force est de partir, non du diable, d'une creuse entité, mais d'une réalité vivante, la Sorcière, réalité chaude et féconde. L'Église n'avait que les démons. Elle n'arrivait pas à Satan. C'est le rêve de la Sorcière.“

„Der ganze Zweck meines Buches war keine Geschichte der Hexerei zu liefern, sondern eine einfache und starke Formel vom Leben der Hexe, was meine gelehrten Vorgänger durch die Wissenschaft und auch ein Übermaß an Details verdunkelt haben. Meine Stärke ist es, nicht vom Teufel auszugehen, einer leeren Entität, sondern von einer lebendigen Realität, der Hexe, einer warmen und fruchtbaren Realität. Die Kirche hatte nur die Dämonen. Sie schaffte es nicht bis zum Satan. Das ist der Traum der Hexe.“

Das Buch erschien bereits 1863 in deutscher und englischer Übersetzung. Später wurde es von Martin van Maële illustriert.